# Kevin Michael Richardson
Kevin Michael Richardson III (født 25. oktober 1964 i Bronx, New York) er en amerikansk skuespiller, og tegnefilmsdubber. Han er stemmen bag Kaptajn Gantu i Lilo & Stitch, General Wells i Justice League og Crunch Bandicoot i Crash Bandicoot: The Wrath of Cortex-spillet.